# دفن‌دیل پارک (کالیفرنیا)
دفن‌دیل پارک (به انگلیسی: Daphnedale Park) یک منطقهٔ مسکونی در ایالات متحده آمریکا است که در شهرستان مودوک، کالیفرنیا واقع شده‌است. دفن‌دیل پارک ۳٫۴۵۱ کیلومتر مربع مساحت و ۱۸۴ نفر جمعیت دارد و ۱٬۳۵۶ متر بالاتر از سطح دریا واقع شده‌است.